# Adobe Atmosphere
Adobe Atmosphere (thường được gọi tắt là Atmo bởi những người dùng) là một phần mềm đồ họa 3D và thực tế ảo đầu tiên do Attitude Software phát triển. Tháng 11 năm 1999, hãng Adobe Systems mua phần mềm này. Adobe phát hành phiên bản cuối của Atmosphere, tức là phiên bản 1.0 build 216, vào tháng 2 năm 2004, rồi hủy bỏ phần mềm vào tháng 12 năm 2004. Atmosphere qua phần lớn thời gian trong quá trình thử phần mềm (beta-testing).

## Chức năng

Trong Viện Bảo tàng Mỹ thuật Atmosphere của Adobe, mỗi phòng được nối với nhau bằng các "cổng" ba màu.

Có vài lý do Atmosphere khác với những công nghệ đi trước như VRML và ActiveWorlds. Không giống VRML chỉ hiển thị những "mô hình" 3D, Atmosphere chuyên môn về những "thế giới" rộng rãi để thám hiểm (tiếng Anh: world; sau được gọi chính thức environment, "môi trường"), các thế giới được nối với nhau dùng "cổng", giống siêu liên kết của World Wide Web. Những cổng này được vẽ như ba hình vuông màu đỏ, xanh lá cây, và xanh lam mà bay lên và quay trung quanh nhau.
Những cổng tỏ ra ý định của nhóm phát triển Atmosphere để phản ánh những khả năng của trang web. Tuy một thế giới coi riêng được định ra trong tập tin .aer (hay .atmo), các hình ảnh và âm thanh được giữ riêng, thường trong dạng GIF, WAV, hay MP3. Các đối tượng trong thế giới có thể được điều khiển dùng định dạng JavaScript chuyên biệt, để cho tác giả của thế giới làm môi trường giống thật hơn, và có thể làm máy tính tư động tạo ra thế giới dùng PHP. Dùng JavaScript, tác giả cũng có thể nối một đối tượng với trang web, làm vậy thì người dùng có thể chẳng hạn tới trang web bằng cách bấm chuột vào một bảng quảng cáo trong thế giới (Ctrl+Shift+Click trong các phiên bản cũ hơn). Khi phiên bản 1.0 được phát hành, Atmosphere đã cũng hỗ trợ hoạt hình Macromedia Flash và video WMP trong thế giới.
Các thế giới Atmosphere phần lớn là nguyên thủy tham số (parametric primative) như là sàn, tường, hình nón. Những nguyên thủy này có thể được sơn đồng màu, gắn hình chất liệu (texture map), hay bật lên "hình thức trừ" (subtractive). Những nguyên thủy "hình thức trừ" không thấy được có thể sử dụng để "thủng lỗ" vào nguyên thủy khác, để xây những hình dạng nâng cao hơn. Nhiều thế giới cũng có mắt lưới hình đa giác (polygon mesh) hoạt hình do Atmosphere chạy như một thành phần phụ dựa trên Viewpoint Media Player của Viewpoint Corporation. Viewpoint đã ngừng hỗ trợ thành phần phụ này lâu khi Atmosphere bị hủy bỏ.
Không giống cấu trúc trung ương của ActiveWorlds, trong đó những môi trường thường được xây dựng trong AlphaWorld, các thế giới Atmosphere trải qua khắp Internet, thường chạy trên website của tác giả trong tập tin .aer. (Về sau, định dạng .aer chỉ sử dụng trong bộ Builder, khi định dạng .atmo nhị phân được phát triển.) Giống trong ActiveWorlds, người dùng dẫn lái ảnh thế thân (avatar); trong những phiên bản về sau, cũng có tùy chọn để cho người dùng coi ảnh thế thân của mình khi thám hiểm thế giới. Một chức năng tếu trong những phiên bản đầu tiên hiển thị những người dùng có ảnh thế thân chưa nạp xong là hình trụ xéo có nhiều màu, và dùng tiếng keo của đèn chống muỗi để báo có người mới đến thế giới.

Với những gốc nhìn mô hình khung lưới ba chiều vài cửa sổ công cụ nổi, bộ Atmosphere Builder nhắc đến cả phần mềm CAD và những phần mềm đồ họa chuyên nghiệp như Adobe Photoshop.

Trong khi ActiveWorlds chỉ để người dùng nói chuyện với những người trong phạm vi cách 200 mét, những người dùng Atmosphere có thể nói chuyện với mỗi người dùng trong thế giới đó. Kiểu này hợp hơn cho Atmosphere, tại vì phần nhiều thế giới Atmosphere thường nhỏ hơn thế giới trong ActiveWorlds. Nói đúng thì người dùng có thể nói chuyện với mỗi người cùng đài YACP, nhắc đến giao thức IRC (xem ở dưới). Hạn chế này xảy ra khi một thế giới được quá nhiều người đến thăm, giống thường xảy ra ở HomeWorld (thế giới mặc định khi chạy phần mềm): thế giới sẽ sao lại (clone) thành hai ba đài riêng cho thế giới đó, làm những người dùng ngạc nhiên. Để làm thế giới giống thật hơn, một số người phát triển thế giới viết văn lệnh để hạn chế giao thông chỉ được nói chuyện với những người sát gần.
Động cơ vật lý Havok, kết xuất tỉ mỉ, và kết xuất ánh sáng đồng thời cũng giúp làm các thế giới Atmosphere nhìn giống thật. Nhiều tác giả thế giới muốn xây thế giới rất lớn, chẳng hạn để xây dựng thành phố hiện thực hơn, nhưng làm thế giới lớn quá thì trình duyệt web sẽ tốn quá nhiều thời gian để tải nó xuống, nhất là nếu họ đang sử dụng một kết nối quay số chậm hơn. Để giảm bớt vấn đề này, Atmosphere hỗ trợ tải lên thế giới từng phần một, những phần này được gọi subworld (thế giới phụ) hay model (mô hình); vì thế, có thể tải xuống một thành phố từng khúc một khi cần, thay vì cùng một lúc. Tuy nhiên, một trong những điều khó khăn của Atmosphere là vấn đề sử dụng quá nhiều bộ nhớ, điều này bị tăng lên trong nhiều thế giới nhúng vào những chức năng nâng cao như là mô hình và hoạt hình Flash.
Console chat của Atmosphere sử dụng bộ ký tự Windows-1252. Vì thế, nó không hỗ trợ nhiều ngôn ngữ ở ngoài châu Âu.

## Lịch sử
Adobe Atmosphere ban đầu là 3D Anarchy ("Hỗn loạn 3D") bởi Attitude Software. Nó mới đầu dựa trên IRC để cung cấp chức năng trò chat. Giao diện đầu tiên của nó hơi kỳ cục, có hai cầu mắt trong cửa sổ lâu lâu nháy. Các phiên bản về sau sử dụng giao diện thường hơn không có cầu mắt, nhưng một trong những ảnh thế thân có sẵn trong phần mềm bắt nguồn từ hai cầu mắt đó.
Atmosphere bao gồm hai chương trình riêng: Builder (Trình Xây), được sử dụng để xây dựng "thế giới" chạy trên Internet, và Player (Trình Chơi), để người dùng thám hiểm các thế giới này. (Trong 3D Anarchy, hai chương trình này được gọi Editor [Trình Soạn thảo] và Chat.) Cùng với hai chương trình này, Adobe cung cấp plugin để thám hiểm những thế giới này trong trình duyệt web, và trình phục vụ chat mã nguồn mở gọi Adobe Community Server (Trình phục vụ Cộng đồng Adobe), nó chạy trên giao thức giống IRC có tên Yet Another Chat Protocol (YACP). Trước khi Adobe phát hành phiên bản 1.0, các thành phần của Atmosphere có sẵn miễn phí.

Về sau, Atmosphere Player chạy như plugin trong Internet Explorer.

Vào tháng 8 năm 2002, Adobe bắt đầu hủy bỏ Player riêng, thay vào đó họ muốn dành thêm tài nguyên để phát triển Atmosphere Plugin, hồi đó trục trặc hơn Player. Nhiều người nghĩ là công ty chỉ để ý vào Plugin để cạnh tranh với Macromedia Flash. Phần nhiều Plugin chỉ hoạt động trên Microsoft Internet Explorer và Windows, tuy cộng đồng thường xin công ty cũng hỗ trợ họ trình duyệt Mozilla và các hệ điều hành Linux và Mac OS. Có một người dùng có thể chạy Player riêng trên Linux dùng Wine, nhưng nó không hoạt động tốt lắm.
Khi Atmosphere 1.0 được phát hành vào tháng 2 năm 2004, Adobe cuối cùng bắt đầu đòi tiền cho Atmosphere Builder và đổi tên của nó thành Atmosphere, trong khi họ tiếp tục cung cấp Plugin và Server miễn phí. Sau khi chương trình thử phần mềm kết thúc, Adobe gửi Builder miễn phí cho những người thử phần mềm đã đăng ký vào cuối 2003 và đầu 2004 bằng Airborne Express và DHL.
Để giúp làm các công ty để ý vào Atmosphere, Adobe để người ta nhúng thế giới Atmosphere vào tập tin PDF để mở trong Acrobat Reader. Tuy nhiên, sau một thời gian lâu không nghe nhóm phát triển nói gì, Adobe tuyên bố vào tháng 12 năm 2004 rằng họ sẽ ngừng phát triển phần mềm này. Adobe phát hành một tài liệu FAQ về quyết định này:
"The decision to discontinue Atmosphere 1.0 was based on market conditions, customer feedback and research done by Adobe."
Adobe vẫn giữ bản quyền của Atmosphere và không cấp phép cho ai quyền được phân phối phần mềm này, cho nên quyết định ngừng bán Builder đại khái cũng ngừng sự xây dựng thế giới mới. Vẫn có thể tải xuống plugin của Atmosphere miễn phí từ máy phục vụ FTP của công ty. Adobe vẫn cung cấp chức năng 3D trong phần mềm Acrobat của họ, nhưng chức năng này dựa trên công nghệ của công ty Right Hemisphere ở New Zealand, thay vì sử dụng Atmosphere. Gần hết nhóm phát triển Atmosphere qua làm việc cho Adobe Acrobat. Thành phần duy nhất của Atmosphere vẫn còn sử dụng tại Adobe là mô hình văn lệnh; các thành phần khác, như là scene graph và cơ động vật lý chỉ được sử dụng với phép của công ty khác.

## Cộng đồng
Atmosphere có cộng đồng tận tụy thử phần mềm, những người này xây dựng rất nhiều thế giới và ảnh thế thân, quảng bá phần mềm bằng lời nói, và tổ chức nhiều hoạt động, như là cuộc đi dạo thế giới và thi xây dựng thế giới. Cuộc thi lớn nhất là Star Wars 3D, dự án lớn để tạo ra bộ thế giới và ảnh thế thân đầy đủ dựa trên bộ phim Chiến tranh giữa các vì sao. Các tác phẩm được khởi đầu ngày 4 tháng 7 năm 2003 và cộng đồng tổ chức chính thức đến ngày 6 tháng 7. Một dự án lớn nữa dựa trên bộ sách Chúa tể của những chiếc nhẫn.
Những thành viên cộng đồng cũng tổ chức và có mặt ở những chương trình như World Tours, mỗi tuần đi dạo nhiều thế giới có tính sáng kiến, và TechTalks, một hội nghị ảo hằng tháng để người phát triển thế giới và ảnh thế thân nói chuyện về cộng nghệ. Ban đầu cộng đồng phần nhiều thảo luận hoặc trong các thế giới hoặc tại diễn đàn User-to-User của Adobe. Về sau, để bổ sung website và diễn đàn chính thức của Atmosphere, cộng đồng tạo ra nhiều website có tài nguyên về phần mềm, một số website này được liệt kê ở dưới.
Những người thử phần mềm đặt tên hiệu cho những người phát triển Atmosphere là những zombie (người dở sống dở chết), để công nhận các nhân viên Adobe hình như tốn nhiều giờ phát triển phần mềm. Nhóm phát triển thường nói giễu rằng, thay vì ăn não như thường, các zombie của Atmosphere ăn cầu mắt, do tính thị giác của phần mềm. Chuyện đùa này được phản chiếu trong giao diện đầu tiên của phần mềm (xem ở trên). Cộng đồng thử phần mềm hăm hở chờ đợi nhóm phát triển phát hành những phiên bản mới; nhóm phát triển luôn trả lời rằng phải chờ "khoảng hai tuần" nữa, một cách nói "khi nào xong".
Tuy Atmosphere có tính không tập trung và những cuộc thi xây thế giới rất phổ biến, nhưng cộng đồng Atmosphere vẫn thích tụ họp tại những thế giới do Adobe và công ty quan hệ DigitalSpace tạo ra, nhất là tại HomeWorld của Adobe và Atmospherians Community của DigitalSpace. Tại vì HomeWorld là nơi xuất phát chính của những người dùng mới đến, cộng đồng thấy dễ hơn tụ họp đám vui vẻ ở đấy. Khi Adobe đóng cửa HomeWorld, cùng với một số thế giới khác có Adobe làm chủ, nhiều người cố gắng bắt chước sự thành công của HomeWorld bằng cách xây những nơi xuất phát riêng, nhưng vì không có dòng người mới của HomeWorld, phần nhiều của những cố gắng này chỉ hấp dẫn một vài người quen.